# Puntius stoliczkanus
Puntius stoliczkanus es una especie de peces de la familia de los Cyprinidae en el orden de los Cypriniformes.

## Morfología
Los machos pueden llegar alcanzar los 5 cm de longitud total.

## Hábitat
Es un pez de agua dulce.

## Distribución geográfica
Se encuentra en la cuenca del río Mekong a su paso por Laos, Tailandia y Birmania. También en las cuencas de los ríos Salween, Irrawaddy, Meklong y Chao Phraya.